# Resolució 1433 del Consell de Seguretat de les Nacions Unides
La Resolució 1433 del Consell de Seguretat de les Nacions Unides, adoptada per unanimitat el 15 d'agost de 2002 després de reafirmar la resolució 696 (1991) i totes les resolucions posteriors sobre Angola, en especial la 1268 (1999) el Consell va autoritzar l'establiment de la Missió de les Nacions Unides a Angola (UNMA) com a missió de seguiment de l'Oficina de les Nacions Unides a Angola (UNOA). La Resolució 1433 es va adoptar el mateix dia que el Consell va ampliar la suspensió de les restriccions de viatge als funcionaris de la UNITA a la Resolució 1432 del Consell de Seguretat de les Nacions Unides (2002).

## Resolució

### Observacions
El Consell de Seguretat va reafirmar la necessitat de la plena implementació del Protocol de Lusaka i d'altres acords, i va donar suport als ajustaments del mandat de la UNOA. Va considerar que la presència de les Nacions Unides a Angola era necessària per contribuir a la consolidació de la pau a través de la promoció d'objectius polítics, srets humans, humanitaris i econòmics.

### Actes
L'UNMA fou establida per un període inicial de sis mesos fins al 15 de febrer de 2003 i estarà encapçalada pel Representant Especial del Secretari General. El seu mandat inclouria disposicions per ajudar les parts a concloure el Protocol de Lusaka, i per ajudar el govern angolès a:
(a) la protecció i la promoció dels drets humans, la consolidació de la pau i la millora de l'estat de dret;
(b) proporcionar assistència a activitats de desminatge;
(c) coordinar l'assistència als grups vulnerables;
(d) reintegració de soldats desmobilitzats;
(e) promoció de la recuperació econòmica;
(f) mobilitzar recursos de la comunitat internacional;
(g) proporcionar assistència electoral al govern d'Angola.
També es va aprovar un assessor de protecció infantil. Finalment, es va demanar al secretari general Kofi Annan que presentés un informe provisional en un termini de tres mesos sobre el treball de la UNMA.